# Chemilly, Allier
Chemilly là một xã ở tỉnh Allier thuộc miền trung nước Pháp.